# Poala
Poala est un village du Cameroun situé dans le département du Koupé-Manengouba et la Région du Sud-Ouest. Il fait partie de la commune de Bangem.

## Localisation
Poala est localisé à 5° 03' 58 N et 9° 49' 34 E, à environ 121 km de distance de Buéa, le chef-lieu de la Région du Sud-Ouest, et à 230 km de Yaoundé, la capitale du Cameroun. Il se trouve au Nord du parc national du mont Manengouba.

## Population
Lors du recensement de 2005, Poala comptait 366 habitants dont 180 hommes et 186 femmes.